# Scharlaken wever
De scharlaken wever (Anaplectes rubriceps (synoniem: Anaplectes melanotis) is een zangvogel uit de familie Ploceidae (wevers en verwanten). De vogel werd in 1850 door de Zweedse vogelkundige Carl Jakob Sundevall beschreven als Ploceus rubriceps. 

## Kenmerken
De vogel is 12 tot 15 cm lang. Het mannetje heeft een scharlakenrode kop, nek en borst en een grijze schouder. Het vrouwtje is onopvallend grijs van boven en licht van onder. Bij de ondersoort leuconotus (soms als aparte soort beschouwd) hebben beide seksen rood op de slagpennen en is het vrouwtje vuilgeel op de borst. Bij de nominaat zit meer geel op de slagpennen en is het vrouwtje duidelijker geel op de kop en borst.

## Verspreiding en leefgebied
Deze soort telt twee ondersoorten:
- A. r. leuconotos: van zuidelijk Mali tot het noordelijke deel van Centraal-Nigeria, oostelijk tot zuidelijk Soedan, westelijk Ethiopië, Tanzania, noordelijk Zambia en noordelijk Malawi.
- A. r. rubriceps: van Angola tot zuidelijk Tanzania, zuidelijk Botswana en noordoostelijk Zuid-Afrika.

De leefgebieden liggen vooral in savanne met verspreid struiken en bomen. Het is geen bedreigde soort.

## Galerij

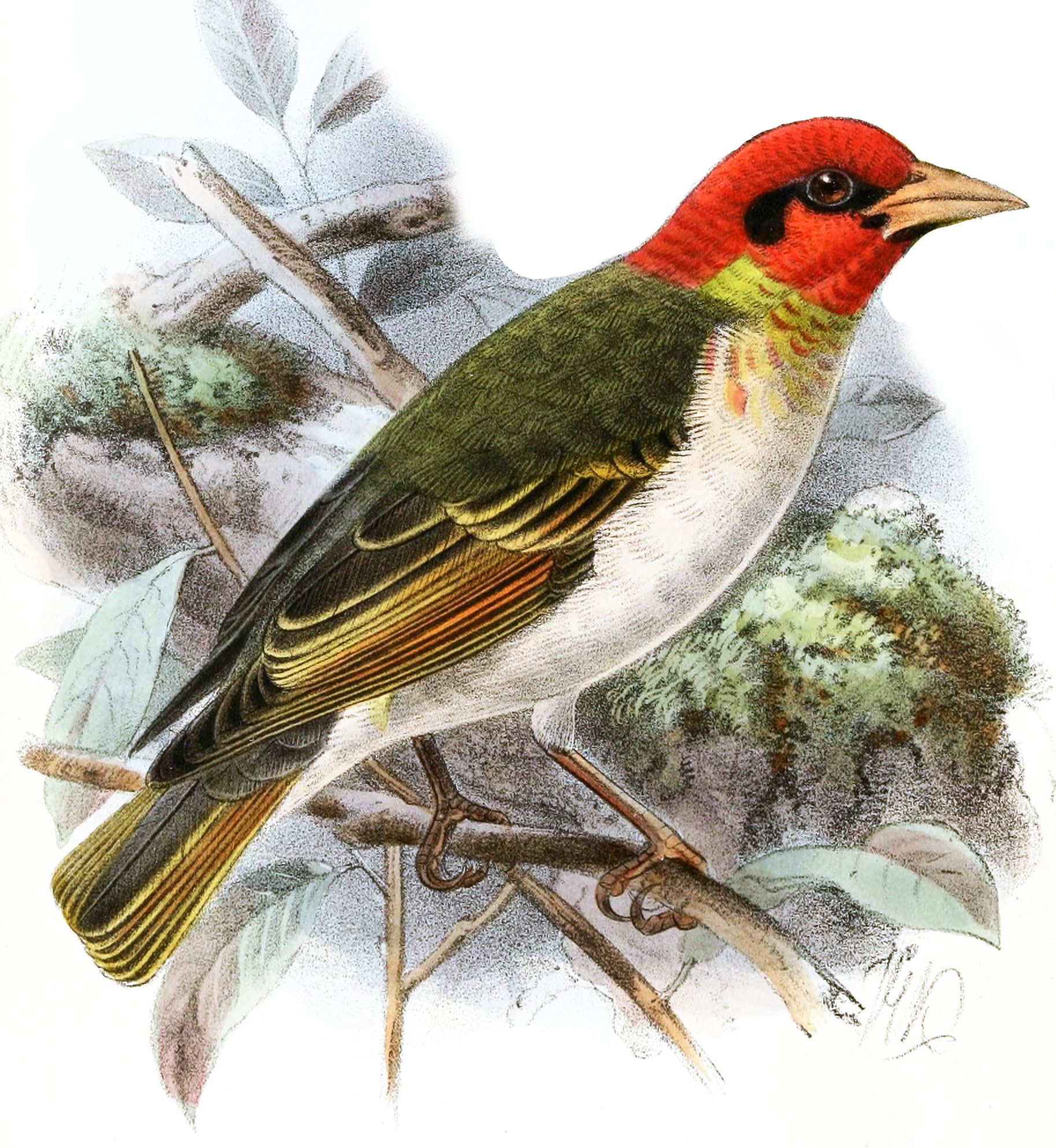
Male A. r. rubriceps from an isolated population Caconda, Angola, acquiring breeding plumage
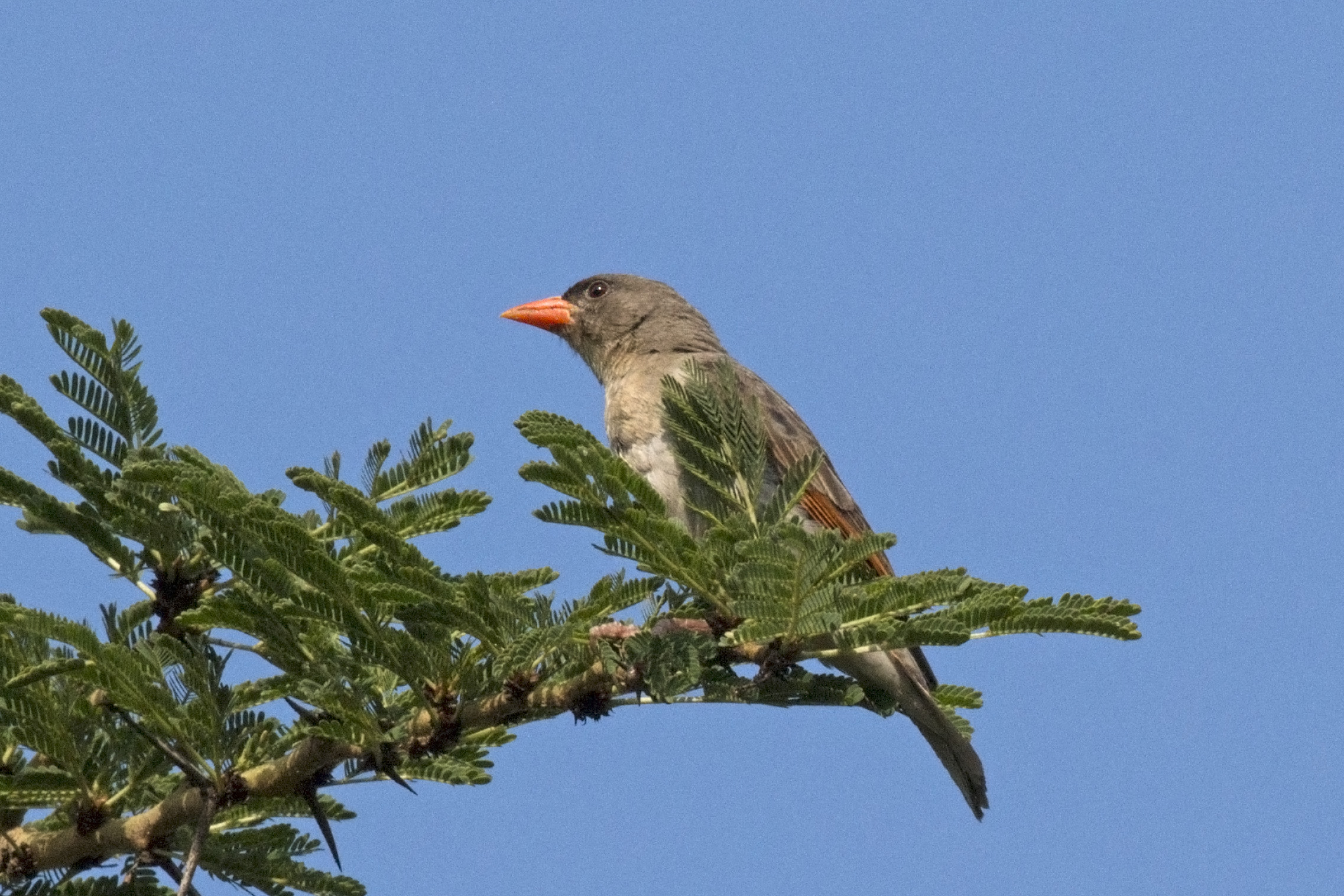
female A. r. leuconotus Soysambu Conservancy, Kenia
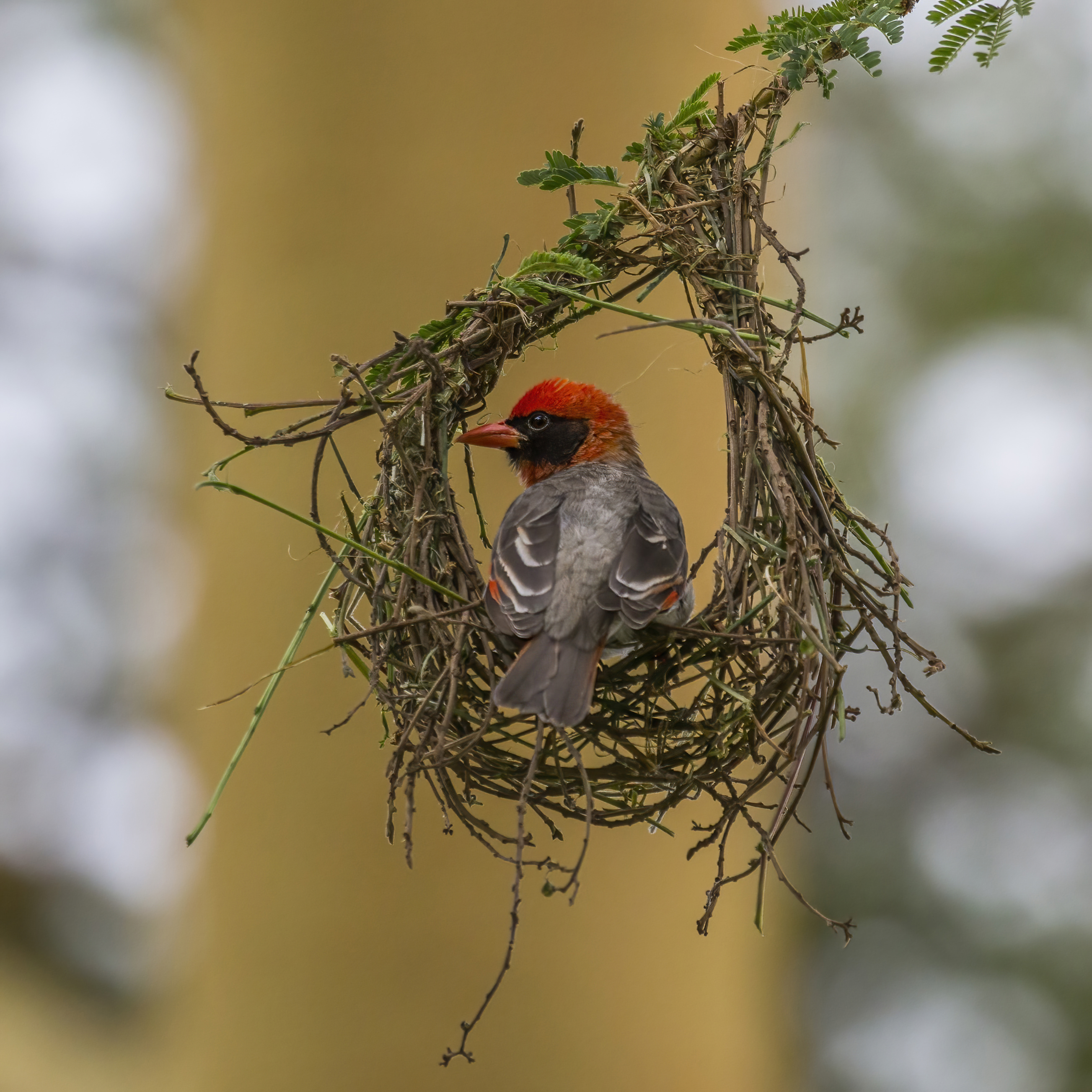
male A. r. leuconotus building nest Soysambu Conservancy, Kenia